# Nadarajah Raviraj
Nadarajah Raviraj (tamil: நடராஜா ரவிராஜ், naṭarājā ravirāj, IPA: [nəɖəˈɾɑːɟɑ ˈɾəviˌɾɑːɟ]), född 25 juni 1962 i Chavakachcheri, död 10 november 2006, var en framstående tamilsk politiker och advokat. 
Nadarajah Raviraj var verksam som människorättsadvokat, och valdes till borgmästare i Jaffna 1998. Från 2001 företrädde han Tamil United Liberation Front i parlamentet, tills han sköts till döds 10 november 2006. Dagen före sin död ledde han en demonstration framför UNHCR:s kontor i Colombo 
med anledning av att Sri Lankas armé hade beskjutit ett flyktingläger i byn Kathraveli. Enligt uppgifter från rebellrörelsen LTTE dödades 45 civila i attacken. 